# Élections constituantes de 1946 dans la Creuse
Les élections constituantes françaises de 1946 se tiennent le 2 juin. Ce sont les deuxièmes élections constituantes, après le rejet du projet de Constitution française du 19 avril 1946 lors du référendum du 5 mai.

## Mode de scrutin
L'assemblée constituante est composée de 586 sièges pourvus au scrutin proportionnel plurinominal suivant la règle de la plus forte moyenne dans chaque département, sans panachage ni vote préférentiel.
Dans le département de la Creuse, trois députés sont à élire.

## Élus
| Député sortant   | Parti | Parti | Député élu ou réélu | Parti | Parti |
| ---------------- | ----- | ----- | ------------------- | ----- | ----- |
| Auguste Tourtaud |       | PCF   | Auguste Tourtaud    |       | PCF   |
| Roger Cerclier   |       | SFIO  | Roger Cerclier      |       | SFIO  |
| Pierre Bourdan   |       | UDSR  | Jacques Baumel      |       | UDSR  |

## Résultats

### Résultats à l'échelle du département
| Parti    | Parti    | Tête de liste     | Résultats | Résultats | Sièges |  |
| Parti    | Parti    | Tête de liste     | Voix      | %         |        |  |
| -------- | -------- | ----------------- | --------- | --------- | ------ |  |
|          | PCF      | Auguste Tourtaud  | 33 108    | 35,06     | 1      |  |
|          | SFIO     | Roger Cerclier    | 25 343    | 26,84     | 1      |  |
|          | RGR      | Jacques Baumel    | 21 316    | 22,57     | 1      |  |
|          | MRP      | Étienne Lecointre | 14 674    | 15,61     | -      |  |
|          |          |                   |           |           |        |  |
| Inscrits | Inscrits | Inscrits          | 134 946   | 100,00    | 3      |  |
| Votants  | Votants  | Votants           | 95 945    | 71,10     |        |  |
| Exprimés | Exprimés | Exprimés          | 94 441    | 98,43     |        |  |